# Učinkovitost (medicina)
Učinkovitost (angl. efficacy) pomeni sposobnost zdravila, medicinskega pripomočka, medicinskega posega ali drugega zdravstvenega ukrepa za doseganje terapevstke koristi pri bolniku in se običajno ugotavlja v kliničnih študijah. Novo zdravilo, medicinski pripomoček, poseg ali ukrep se praviloma primerja z obstoječo obliko intervencije in učinkovitost se ugotovi, če novo zdravilo, pripomoček, ukrep ali poseg dosega vsaj enako stopnjo terapevstke koristi.
Soroden izraz je zmogljivost (angl. effectiveness), vendar ta upošteva terapevstko korist pri širši popualciji, kjer pogoji niso tako idealni, kot v študijah ugotavljanja učinkovitosti.

## Pomen v farmakologiji
Izraz se uporablja v farmakologiji z drugačnim pomenom; gre za maksimalen farmakološki učinek, ki se lahko doseže z neko učinkovino.